# Яхрома (приток Колокши)
Яхрома — река в России, протекает во Владимирской области. Исток находится около села Андреевское. Протекает мимо населённых пунктов Небылое, Железово, Чеково, Васильевка Небыловского сельского поселения. Устье реки находится в 58 км по левому берегу реки Колокша около деревни Чувашиха. Длина реки составляет 19 км, площадь водосборного бассейна — 48,8 км².
С рекой Яхромой связано имя православного святого Косьмы Яхромского, который обнаружил на дереве, возле берега реки чудотворную икону Успения Пресвятой Богородицы. Вскоре после этого Косма (имя в миру неизвестно) отправился в Киев и в Печерском монастыре принял иноческий постриг.

## Данные водного реестра
По данным государственного водного реестра России относится к Окскому бассейновому округу, водохозяйственный участок реки — Клязьма от города Орехово-Зуево до города Владимир, речной подбассейн реки — бассейны притоков Оки от Мокши до впадения в Волгу. Речной бассейн реки — Ока.
Код объекта в государственном водном реестре — 09010300712110000032174.